# Aleksander Suuman
Aleksander Suuman (* 25. April 1927 im Dorf Metsaküla, damals Kirchspiel Simuna, Landgemeinde Avanduse, Virumaa, Estland; † 19. April 2003 in Tallinn) war ein estnischer Lyriker und Maler.

## Leben und Werk
Aleksander Suuman wurde in die Familie eines Landwirts geboren. Er besuchte von 1942 bis 1947 die Schule in Väike-Maarja. Von 1947 bis 1954 studierte er Kunst am Staatlichen Kunstinstitut der Estnischen Sozialistischen Sowjetrepublik (heute Estnische Kunstakademie). Er arbeitete von 1954 bis 1958 als Zeichenlehrer in Rakvere, dann von 1957 bis 1975 als Kunstpädagoge an der Tartuer Kunstschule. Als freischaffender Künstler lebte er auf der Insel Vilsandi. Ab 1980 war er Dozent am Kunstinstitut in Tallinn.
Er arbeitete oft unter der estnisierten Form seines Namens, Suumani Sass.
Als Lyriker debütierte Suuman 1963 mit der Gedichtsammlung Oh seda inimest!, die Aufsehen erregte. In den nachfolgenden Gedichtbänden rückte er von anfänglicher Naturlyrik ausgehend immer mehr den Menschen in den Mittelpunkt seiner Gedichte. Prägend wurde seine fast aphoristischen Gedichte, die in als aufmerksamen und exakten Beobachter des Lebens auszeichnen. Suuman experimentierte viel in seiner Lyrik. Teilweise sind Anklänge der konkreten Poesie sichtbar.
Suumans Lyrik wurden in zahlreiche Sprachen übersetzt. 2002, kurz vor seinem Tod, erhielt er den Literaturpreis der staatlichen Stiftung Kultuurkapital.

## Werke

### Gedichtbände
- "Oh seda inimest" (1963)
- "Krähmukirjad" (1966)
- "Valguse kuma sees" (1972)
- "Maa paistel" (1975)
- "Meil siin Hüperboreas" (1980)
- "Nofretetega metsas" (1986)
- "Kui seda metsa ees oleks" (1989)
- "Viru viirus" (1992)
- "Maniakk puuris" (1993)
- "Targemat ei ole" (1995)
- "Neid enam ei tehta" (1997)
- "Mälestus on metsast rohelisem" (2000)

### Auswahlsammlungen
- "Sõnad sulavad taevaga ühte" (1977)
- "Kaunis on kummaline" (1988)
- "Tondihobu tõugud vetikatega" (2002)